# Speck (aliment)
Pour les articles homonymes, voir Speck.
Le speck est un jambon au goût caractéristique de genièvre, séché au sel et fumé, originaire de la région historique du Tyrol et des vallées proches de Carnie.
La première mention historique connue remonte au début des années 1200, lorsque certaines des techniques de production actuelles étaient déjà utilisées. Le Südtiroler Speck (italien : speck alto adige) est désormais une appellation d'origine protégée (AOP) par l'Union européenne. Les autres variétés avec une indication géographique sont le Gailtaler Speck, originaire d'Autriche, bénéficiant d'une AOP, qui est produit depuis le XVe siècle à Gailtal (Carinthie) ; et le Tiroler Speck, bénéficiant lui aussi d'une AOP, qui est produit depuis au moins le XVe siècle.

## Production
Comme le prosciutto entre autres, le speck est fabriqué à partir des pattes arrière du porc, mais il est désossé avant d'être séché. Il est divisé en gros morceaux appelés baffe et séché dans du sel et diverses épices, notamment de l'ail, des feuilles de laurier, des baies de genièvre et de la noix de muscade. On le laisse reposer pendant plusieurs semaines, puis on le fume.
Le speck est fumé à froid lentement et par intermittence pendant deux à trois heures par jour pendant environ une semaine, en utilisant du bois tel que le hêtre à des températures ne dépassant jamais 20°C. Il est ensuite laissé à maturation pendant cinq mois.

## Utilisations
Le speck de la province autonome de Bolzano est omniprésent dans la cuisine locale et constitue un produit unique par rapport à tous les autres du Tyrol. En effet, dans la région, il est appelé cioce en ladin et Südtiroler Speck g.g.A. en allemand, et on le trouve également en Autriche, en République tchèque, aux Pays-Bas, en Croatie, en Serbie, en Allemagne, en Italie et en Slovénie.
Il peut être servi en tranches fines avec du raifort, des cornichons et du pain de seigle avec des raisins secs et des noix dans une présentation d'influence autrichienne.
Il est généralement utilisé dans les pâtes, les risottos, les pizzas et avec des pains complets, accompagnant également les crustacés, parfois enveloppés dans des coquilles Saint-Jacques ou roulés dans des gressins et servis avec une salade de homard. Il peut être coupé en tranches épaisses et ajouté aux sauces pour pâtes ou à d'autres plats à base d'huile d'olive sautée et de légumes hachés. Dans des plats comme le risotto, la saveur extrême du speck peut être compensée par des saveurs plus douces comme le persil, le citron, la menthe, etc. Dans les salades, il se marie avec la pomme, les germes, les champignons et les centres de céleri.